# Nekrolog Oktober 2006
Nekrolog
◄◄
| ◄
| 2002
| 2003
| 2004
| 2005
| 2006 | 2007 | 2008 | 2009 | 2010 | ► | ►►
Januar |
Februar |
März |
April |
Mai |
Juni |
Juli |
August |
September |
Oktober |
November |
Dezember 2006
Weitere Ereignisse | Allgemeiner Nekrolog 2006
Die Beschreibung der verstorbenen Person sollte so kurz wie möglich gehalten sein und nur deren signifikante Tätigkeit(en) enthalten.
Neue Namen ggf. auch unter dem Geburts- und Sterbedatum, also etwa unter 1. Januar und im Geburts- und Sterbejahr (2024) eintragen (nur bei entsprechender großer Wichtigkeit). Für Beispiele siehe die schon vorhandenen Artikel.
Außerdem über die fünf zuletzt Verstorbenen, zu denen es einen ausreichend guten Artikel für eine Präsentation auf der Hauptseite gibt, nach der todesbedingten Überarbeitung der Artikel ggf. auch unter Wikipedia Diskussion:Hauptseite informieren und sie am besten auch in den anderen Wikipedia-Sprachversionen eintragen. Tipp: Regelmäßig bei news.google.de nach „ist tot“, „gestorben“ oder „verstorben“ suchen.
Wenn eine Person gestorben ist, gibt es viele Seiten zu dieser Person in der Wikipedia, die davon auch betroffen sind und entsprechend aktualisiert werden müssen. Beispiele: Namenübersichtsseite, Geburtsjahr, Geburtsort-Seiten und viele mehr.
Wie finde ich die betroffenen Seiten?
Im Suchfeld auf der linken Seite gibt man den Suchbegriff so ein: „Vorname Nachname“. Dann klickt man auf Volltext und alle Seiten mit entsprechendem Suchtext werden aufgerufen. Hier sieht man dann schnell, wo auch das Todesjahr Sinn macht oder sogar ein Teil des Artikels angepasst werden muss. Auch hilft das „Werkzeug“ auf der linken Seite sehr gut, um solche Seiten aufzufinden: „Links auf diese Seite“. Somit ist die Wikipedia wieder aktuell in allen Bereichen! Hinweis: bei Eintragung der Kategorie „Gestorben JAHR“ wird der Missbrauchsfilter 49 ausgelöst, was jedoch nicht schlimm ist. Siehe: Spezial:Missbrauchsfilter/49
Dies ist eine Liste von im Oktober 2006 verstorbenen bekannten Persönlichkeiten. Die Einträge erfolgen innerhalb der einzelnen Daten alphabetisch sortiert. Tiere sind im Nekrolog für Tiere zu finden.

## Oktober
| Tag         | Name                                     | Beruf, bekannt als                                                                     | Alter | Beleg |
| ----------- | ---------------------------------------- | -------------------------------------------------------------------------------------- | ----- | ----- |
| 1. Oktober  | Hans-Jürgen Beineke                      | deutscher Politiker (CDU)                                                              | 74    |       |
| 1. Oktober  | Wilhelm Beuermann                        | deutscher Maler                                                                        | 69    |       |
| 1. Oktober  | Frank Beyer                              | deutscher Filmregisseur                                                                | 74    |       |
| 1. Oktober  | Hans Blecha                              | österreichischer Politiker (SPÖ)                                                       | 79    |       |
| 1. Oktober  | Luki Botha                               | südafrikanischer Autorennfahrer                                                        | 76    |       |
| 1. Oktober  | Alan Caillou                             | britischer Schauspieler                                                                | 92    |       |
| 1. Oktober  | Ursula Flick                             | deutsche Politikerin (CDU), MdL                                                        | 81    |       |
| 1. Oktober  | Pierre Gorman                            | gehörloser australischer Pädagoge und Psychologe                                       | 82    |       |
| 1. Oktober  | Heinrich Hagemann                        | deutscher Politiker (CDU), MdL                                                         | 85    |       |
| 1. Oktober  | Ekkehard Lommel                          | deutscher Kommunalpolitiker                                                            | 92    |       |
| 1. Oktober  | Luigi Malabrocca                         | italienischer Radrennfahrer                                                            | 86    |       |
| 1. Oktober  | Atanas Mihaylov                          | bulgarischer Fußballspieler                                                            | 57    |       |
| 1. Oktober  | Jakob Oeri-Hoffmann                      | Schweizer Arzt, Politiker, Unternehmer und Mäzen                                       | 86    |       |
| 1. Oktober  | Judith Pizarro                           | puerto-ricanische Schauspielerin                                                       | 41    |       |
| 1. Oktober  | Renato Polselli                          | italienischer Drehbuchautor und Regisseur                                              | 84    |       |
| 1. Oktober  | Rafael Quintero                          | kubanischer Spion                                                                      | 66    |       |
| 1. Oktober  | Leonard Salazar                          | US-amerikanischer Schauspieler                                                         | 44    |       |
| 1. Oktober  | André Schwarz-Bart                       | französischer Schriftsteller aus Guadeloupe, geb. 1928 in Metz                         | 78    |       |
| 1. Oktober  | André Viger                              | kanadischer Rennrollstuhlfahrer                                                        | 54    |       |
| 1. Oktober  | Günter Wüllner                           | deutscher Politiker                                                                    | 80    |       |
| 1. Oktober  | Yoshihiro Yonezawa                       | japanischer Gründer der Manga-Veranstaltung Comic Market                               | 53    |       |
| 2. Oktober  | Frances Bergen                           | US-amerikanische Schauspielerin und Fotomodell                                         | 84    |       |
| 2. Oktober  | Julius Blum                              | österreichischer Unternehmer                                                           | 82    |       |
| 2. Oktober  | Helen Chenoweth-Hage                     | US-amerikanische Politikerin                                                           | 68    |       |
| 2. Oktober  | Anselmo Citterio                         | italienischer Radsportler                                                              | 79    |       |
| 2. Oktober  | Emmi Creola-Maag                         | Schweizer Werbetexterin, Erfinderin der fiktiven Köchin Betty Bossi                    | 94    |       |
| 2. Oktober  | Tamara Dobson                            | US-amerikanische Schauspielerin und Fotomodell                                         | 59    |       |
| 2. Oktober  | Thomas J. Fitzpatrick                    | irischer Politiker (Fine Gael)                                                         | 88    |       |
| 2. Oktober  | Dirk Haaga                               | deutscher Informatiker                                                                 |       |       |
| 2. Oktober  | Paul Halmos                              | US-amerikanischer Mathematiker ungarischer Herkunft                                    | 90    |       |
| 2. Oktober  | Arthur L. Jones                          | US-amerikanischer Journalist                                                           | 61    |       |
| 2. Oktober  | Goran Mijatovic                          | serbischer Fußballvereinspräsident                                                     | 35    |       |
| 2. Oktober  | Charles Carl Roberts                     | US-amerikanischer Amokläufer                                                           |       |       |
| 2. Oktober  | Wolfgang Schnell                         | deutscher Physiker                                                                     |       |       |
| 3. Oktober  | John Crank                               | englischer Mathematiker                                                                | 90    |       |
| 3. Oktober  | Åke Hultkrantz                           | schwedischer Religionswissenschaftler                                                  | 86    |       |
| 3. Oktober  | Siegfried Korninger                      | österreichischer Anglist und Hochschullehrer                                           | 80    |       |
| 3. Oktober  | Helmut Lübke                             | deutscher Unternehmer                                                                  | 70    |       |
| 3. Oktober  | Peter Norman                             | australischer Sprinter und Olympiazweiter                                              | 64    |       |
| 3. Oktober  | Alberto Ramento                          | philippinischer Bischof                                                                | 70    |       |
| 3. Oktober  | James Alexander Turpin                   | britischer Diplomat                                                                    | 89    |       |
| 4. Oktober  | R. W. Apple, Jr.                         | US-amerikanischer Journalist                                                           | 71    |       |
| 4. Oktober  | Tom Bell                                 | britischer Bühnen-, Film- und Fernsehschauspieler                                      | 73    |       |
| 4. Oktober  | Wolf-Dieter Deckwer                      | deutscher Chemiker, Professor für Technische Chemie                                    | 65    |       |
| 4. Oktober  | František Fajtl                          | tschechischer Pilot                                                                    | 94    |       |
| 4. Oktober  | Ralph E. Griswold                        | US-amerikanischer Informatiker                                                         | 72    |       |
| 4. Oktober  | Victor Heyliger                          | US-amerikanischer Eishockeyspieler und -trainer                                        | 87    |       |
| 4. Oktober  | Traian Ionescu                           | rumänischer Fußballtorhüter und -trainer                                               | 83    |       |
| 4. Oktober  | Gene Janson                              | US-amerikanischer Schauspieler                                                         | 72    |       |
| 4. Oktober  | Oskar Pastior                            | deutscher Schriftsteller                                                               | 78    |       |
| 4. Oktober  | Riccardo Pazzaglia                       | italienischer Autor, Drehbuchautor und Filmregisseur                                   | 80    |       |
| 4. Oktober  | Tomas Schmit                             | deutscher Maler, Zeichner, Objektkünstler und Schriftsteller                           | 63    |       |
| 4. Oktober  | Claus-Dieter Sprink                      | deutscher Heimatforscher und ein Opfer der Diktatur in der DDR                         | 51    |       |
| 4. Oktober  | Don Thompson                             | britischer Leichtathlet und Olympiasieger                                              | 73    |       |
| 4. Oktober  | Martel Wiegand                           | deutsche Hochschullehrerin, Illustratorin und Objektkünstlerin                         | 84    |       |
| 5. Oktober  | Herbert Dahlhof                          | deutscher Politiker (SPD), MdL                                                         | 81    |       |
| 5. Oktober  | Friedrich Karl Flick                     | deutsch-österreichischer Unternehmer und Milliardär                                    | 79    |       |
| 5. Oktober  | Speedy O. Long                           | US-amerikanischer Politiker                                                            | 78    |       |
| 5. Oktober  | Hal Lynch                                | US-amerikanischer Schauspieler                                                         | 78    |       |
| 5. Oktober  | Charles Meshack                          | US-amerikanischer Schauspieler                                                         | 61    |       |
| 5. Oktober  | Jennifer Moss                            | britische Schauspielerin                                                               | 61    |       |
| 5. Oktober  | Antonio Peña                             | mexikanischer Gründer der Asistencia Asesoría y Administración                         | 53    |       |
| 5. Oktober  | Kirill Raudsepp                          | estnischer Dirigent                                                                    | 91    |       |
| 5. Oktober  | Thomas Stöwsand                          | deutscher Jazzmusiker, Musikproduzent und Konzertagent                                 |       |       |
| 5. Oktober  | Hans Hermann Strupp                      | deutsch-US-amerikanischer Psychotherapieforscher und Hochschullehrer                   | 85    |       |
| 5. Oktober  | Wolfgang Weller                          | deutscher Physiker                                                                     | 74    |       |
| 5. Oktober  | Gilbert F. White                         | US-amerikanischer Geograph                                                             | 94    |       |
| 6. Oktober  | Julie Bischof                            | österreichische Politikerin                                                            | 85    |       |
| 6. Oktober  | Charlie Bradberry                        | US-amerikanischer Rennfahrer                                                           | 24    |       |
| 6. Oktober  | Bertha Brouwer                           | niederländische Sprinterin                                                             | 75    |       |
| 6. Oktober  | Sean Fagan                               | US-amerikanischer Drehbuchautor                                                        | 40    |       |
| 6. Oktober  | Fujisaki Masato                          | japanischer Diplomat                                                                   | 91    |       |
| 6. Oktober  | Lorenzo I. De Leon Guerrero              | US-amerikanischer Politiker der Nördlichen Marianen                                    | 71    |       |
| 6. Oktober  | Claude Luter                             | französischer Swing-Bandleader, Klarinettist und Saxophonist                           | 83    |       |
| 6. Oktober  | Simone Mayer                             | französische Hämatologin und Hochschullehrerin                                         | 86    |       |
| 6. Oktober  | Eduardo Mignogna                         | argentinischer Filmregisseur                                                           | 66    |       |
| 6. Oktober  | Walentin Iwanowitsch Muratow             | sowjetischer Turner                                                                    | 78    |       |
| 6. Oktober  | Buck O’Neil                              | US-amerikanischer Baseballspieler                                                      | 94    |       |
| 6. Oktober  | Alex Shigo                               | US-amerikanischer Forstwissenschaftler                                                 | 76    |       |
| 6. Oktober  | Heinz Sielmann                           | deutscher Tierfilmer und Fernsehmoderator                                              | 89    |       |
| 6. Oktober  | Wilson Tucker                            | US-amerikanischer Autor                                                                | 91    |       |
| 7. Oktober  | Francisco Austregésilo de Mesquita Filho | brasilianischer römisch-katholischer Bischof                                           | 82    |       |
| 7. Oktober  | Danifel Campilan                         | philippinischer Journalist                                                             | 25    |       |
| 7. Oktober  | Frank Dünger                             | deutscher Fußballspieler                                                               | 44    |       |
| 7. Oktober  | Abraham Afewerki                         | eritreischer Sänger                                                                    | 40    |       |
| 7. Oktober  | Karen Fischer                            | deutsche Journalistin                                                                  | 30    |       |
| 7. Oktober  | Fernando Gasparian                       | brasilianischer Industrieller und Verleger                                             | 76    |       |
| 7. Oktober  | Julen Goikoetxea                         | spanischer Radrennfahrer                                                               | 21    |       |
| 7. Oktober  | Héctor Libertella                        | argentinischer Autor                                                                   | 61    |       |
| 7. Oktober  | Anna Stepanowna Politkowskaja            | russisch-amerikanische Journalistin und Autorin                                        | 48    |       |
| 7. Oktober  | Peter H. Rossi                           | US-amerikanischer Soziologe                                                            | 84    |       |
| 7. Oktober  | Hans Sima                                | österreichischer Politiker                                                             | 88    |       |
| 7. Oktober  | Christian Struwe                         | deutscher Journalist und Rundfunktechniker                                             | 38    |       |
| 7. Oktober  | Rudi Wendel                              | deutscher Unternehmer                                                                  |       |       |
| 8. Oktober  | David Adams                              | kanadischer Filmproduzent                                                              | 83    |       |
| 8. Oktober  | Paul Hnilica                             | slowakischer römisch-katholischer Untergrundbischof                                    | 85    |       |
| 8. Oktober  | Irv Manning                              | US-amerikanischer Jazz-Bassist                                                         | 88    |       |
| 8. Oktober  | Mark Porter                              | neuseeländischer Rennfahrer                                                            | 32    |       |
| 8. Oktober  | Michel Roques                            | französischer Radrennfahrer                                                            | 60    |       |
| 8. Oktober  | Heinz Schroth                            | deutscher Kommunalpolitiker                                                            | 82    |       |
| 8. Oktober  | Louis Van Schil                          | belgischer Radrennfahrer                                                               | 84    |       |
| 9. Oktober  | Vitalius Vladas Andriušaitis             | litauischer Schachspieler und Schachschiedsrichter                                     | 80    |       |
| 9. Oktober  | Sedat Alp                                | türkischer Vorderasiatischer Altertumswissenschaftler                                  | 93    |       |
| 9. Oktober  | Klaus Brinker                            | deutscher Germanist und Linguist                                                       | 68    |       |
| 9. Oktober  | Haris Charalambous                       | britischer Basketballspieler                                                           | 21    |       |
| 9. Oktober  | Coccinelle                               | französische Entertainerin                                                             | 75    |       |
| 9. Oktober  | Reg Freeson                              | britischer Politiker                                                                   | 80    |       |
| 9. Oktober  | Jeff Getty                               | US-amerikanischer AIDS-Aktivist                                                        | 49    |       |
| 9. Oktober  | Marek Grechuta                           | polnischer Sänger und Komponist                                                        | 60    |       |
| 9. Oktober  | Danièle Huillet                          | französische Regisseurin                                                               | 70    |       |
| 9. Oktober  | Paul Hunter                              | britischer Snooker-Spieler                                                             | 27    |       |
| 9. Oktober  | Nelson J. Leonard                        | US-amerikanischer Chemiker                                                             | 90    |       |
| 9. Oktober  | Mario Moya Palencia                      | mexikanischer Politiker und Diplomat                                                   | 73    |       |
| 9. Oktober  | Glenn Myernick                           | US-amerikanischer Fußballspieler und Fußballtrainer                                    | 51    |       |
| 9. Oktober  | Raymond Noorda                           | US-amerikanischer Netzwerkpionier und Geschäftsmann                                    | 82    |       |
| 9. Oktober  | Bernard Primeau                          | kanadischer Jazz-Schlagzeuger und Bandleader                                           | 67    |       |
| 9. Oktober  | Kanshi Ram                               | indischer Politiker                                                                    | 72    |       |
| 9. Oktober  | Klaus Renft                              | deutscher Musiker                                                                      | 64    |       |
| 9. Oktober  | Rosanna Tavares                          | brasilianische Sängerin                                                                | 44    |       |
| 10. Oktober | Norsehah Abu Bakar                       | malaysische Sängerin                                                                   | 44    |       |
| 10. Oktober | Jerry Belson                             | US-amerikanischer Drehbuchautor, Filmproduzent und Filmregisseur                       | 68    |       |
| 10. Oktober | Gretl Elb                                | österreichische Schauspielerin                                                         | 89    |       |
| 10. Oktober | August Henne                             | deutscher Forstmann                                                                    | 85    |       |
| 10. Oktober | Ian Scott                                | kanadischer Politiker                                                                  | 72    |       |
| 10. Oktober | Ed Summerlin                             | US-amerikanischer Jazzmusiker und Komponist                                            | 78    |       |
| 10. Oktober | Lalit Suri                               | indischer Unternehmer                                                                  | 60    |       |
| 10. Oktober | Ravindra Varma                           | indischer Politiker                                                                    | 81    |       |
| 11. Oktober | Alexandre Marius Dées de Sterio          | luxemburgischer Medienwissenschaftler                                                  | 62    |       |
| 11. Oktober | Jüri Ehlvest                             | estnischer Schriftsteller                                                              | 39    |       |
| 11. Oktober | Klaus Hiendl                             | deutscher Möbelunternehmer                                                             |       |       |
| 11. Oktober | Howard Kerzner                           | südafrikanischer Unternehmer                                                           | 42    |       |
| 11. Oktober | Michaela Krinner                         | deutsche Malerin des magischen Realismus                                               | 91    |       |
| 11. Oktober | Cory Lidle                               | US-amerikanischer Baseballspieler                                                      | 34    |       |
| 11. Oktober | Reinhard Rieger                          | österreichischer Zoologe                                                               | 63    |       |
| 11. Oktober | Asat Sinnatowitsch Abbassow              | sowjetisch-tatarischer Opernsänger (Tenor)                                             | 81    |       |
| 11. Oktober | Jacques Sternberg                        | belgischer Schriftsteller                                                              | 83    |       |
| 12. Oktober | Carlo Acutis                             | italienischer Jugendlicher, Seliger der katholischen Kirche                            | 15    |       |
| 12. Oktober | Michel Bignier                           | französischer ESA-Direktor                                                             | 80    |       |
| 12. Oktober | Johnny Callison                          | US-amerikanischer Baseballspieler                                                      | 67    |       |
| 12. Oktober | Wendell Vernon Clausen                   | US-amerikanischer Klassischer Philologe                                                | 83    |       |
| 12. Oktober | Horst Jordan                             | deutscher Journalist und Dolmetscher                                                   | 83    |       |
| 12. Oktober | Bjørn Lyng                               | norwegischer Unternehmer und Erfinder                                                  | 81    |       |
| 12. Oktober | Angelika Machinek                        | deutsche Segelfliegerin                                                                | 49    |       |
| 12. Oktober | Eugène Martin                            | französischer Formel-1-Rennfahrer                                                      | 91    |       |
| 12. Oktober | Gillo Pontecorvo                         | italienischer Filmregisseur                                                            | 86    |       |
| 12. Oktober | Douk Saga                                | ivorischer Sänger                                                                      | 32    |       |
| 12. Oktober | Wilhelm Schreckenberg                    | deutscher Historiker und Pädagoge                                                      | 81    |       |
| 13. Oktober | Arsenij von Plowdiw                      | bulgarischer Geistlicher, Metropolit von Plowdiw der bulgarisch-orthodoxen Kirche      | 74    |       |
| 13. Oktober | Arvid Blumenthal                         | lettisch-australischer Krokodiljäger und Schriftsteller                                | 81    |       |
| 13. Oktober | Harald Evers                             | deutscher Fußballspieler                                                               | 59    |       |
| 13. Oktober | Wang Guangmei                            | chinesische Politikerin und Ehefrau des chinesischen Präsidenten Liu Shaoqi            | 85    |       |
| 13. Oktober | Pal Kallai                               | ungarischer Profi-Jockey                                                               | 73    |       |
| 13. Oktober | Heinz Löffler                            | österreichischer Limnologe und Mitglied der Akademie der Wissenschaften                | 79    |       |
| 13. Oktober | Dino Monduzzi                            | italienischer Kurienkardinal der römisch-katholischen Kirche                           | 84    |       |
| 13. Oktober | José Vargas "El Mono"                    | spanischer Flamenco-Sänger=60                                                          |       |       |
| 14. Oktober | Jared Anderson                           | US-amerikanischer Bassist                                                              | 30    |       |
| 14. Oktober | James Barr                               | schottischer Philologe, presbyterianischer Pfarrer, Hebraist und Alttestamentler       | 82    |       |
| 14. Oktober | Chun Wei Cheung                          | niederländischer Ruderer                                                               | 34    |       |
| 14. Oktober | Freddy Fender                            | US-amerikanischer Country-Sänger                                                       | 69    |       |
| 14. Oktober | Wilhelm Hager                            | deutscher Bildhauer und Kunstmaler                                                     | 85    |       |
| 14. Oktober | Herbert B. Leonard                       | US-amerikanischer Produzent                                                            | 84    |       |
| 14. Oktober | Fritz Manasse                            | deutscher Jurist                                                                       | 101   |       |
| 14. Oktober | Peter Munz                               | neuseeländischer Historiker                                                            | 85    |       |
| 14. Oktober | Soni Pabla                               | indisch-kanadischer Sänger                                                             | 26    |       |
| 14. Oktober | Klaas Runia                              | niederländischer Theologe                                                              | 80    |       |
| 14. Oktober | Hans Schober                             | österreichischer Politiker (SPÖ)                                                       | 78    |       |
| 14. Oktober | Bernhard Sinogowitz                      | deutscher Bibliothekar                                                                 | 85    |       |
| 14. Oktober | Gerry Studds                             | US-amerikanischer Politiker                                                            | 69    |       |
| 14. Oktober | Pranciškus Vaičekonis                    | litauischer Kirchenrechtler, Professor und Priester                                    | 78    |       |
| 14. Oktober | Gerold Wiederin                          | österreichischer Architekt                                                             |       |       |
| 14. Oktober | Alfred Hans Zoller                       | deutscher Komponist, Jazz-Pianist, Kantor und Organist                                 | 78    |       |
| 15. Oktober | Eberhard Gilbert Bethge                  | deutscher Schriftsteller                                                               | 89    |       |
| 15. Oktober | Eddie Blay                               | ghanaischer Boxer                                                                      | 68    |       |
| 15. Oktober | Derek Bond                               | britischer Schauspieler                                                                | 86    |       |
| 15. Oktober | Margret Erichsen-Worch                   | deutsche Bildhauerin                                                                   | 72    |       |
| 15. Oktober | Klaus-Peter Jürgens                      | deutscher Kommunalpolitiker (CDU), Landrat Hochtaunuskreis                             | 72    |       |
| 15. Oktober | Joseph Magliano                          | US-amerikanischer Wrestler                                                             | 37    |       |
| 15. Oktober | Robert Pfarr                             | US-amerikanischer Radrennfahrer                                                        | 77    |       |
| 15. Oktober | Alfred Rottler                           | deutscher Mediziner, Lyriker und Schriftsteller                                        | 94    |       |
| 15. Oktober | Manfred Sader                            | deutscher Psychologe und Gestalttheoretiker                                            | 78    |       |
| 15. Oktober | Maurice F. Weisner                       | US-amerikanischer Admiral der US Navy                                                  | 88    |       |
| 15. Oktober | Michelle Urry                            | US-amerikanische Zeichnerin                                                            | 66    |       |
| 16. Oktober | Niall Andrews                            | irischer Politiker, MdEP                                                               | 69    |       |
| 16. Oktober | Pietro Croce                             | italienischer Mikrobiologe, Pathologe und Medizinautor                                 |       |       |
| 16. Oktober | Ross Davidson                            | britischer Schauspieler                                                                | 57    |       |
| 16. Oktober | Martin Flannery                          | britischer Politiker                                                                   | 88    |       |
| 16. Oktober | Hans Gresmann                            | deutscher Journalist                                                                   | 78    |       |
| 16. Oktober | Holger Hanisch                           | deutscher Mitbegründung zahlreicher sozialer Projekte im Hamburger Stadtteil St. Pauli | 56    |       |
| 16. Oktober | Ray Marsh                                | US-amerikanischer Radio- und Fernsehpionier                                            | 82    |       |
| 16. Oktober | Gerry Marx                               | US-amerikanischer Schauspieler                                                         | 80    |       |
| 16. Oktober | Wilhelm Ohlemeyer                        | deutscher Politiker (SPD), MdB                                                         | 91    |       |
| 16. Oktober | Valentín Paniagua Corazao                | peruanischer Jurist und Politiker                                                      | 70    |       |
| 16. Oktober | Wolfgang Ranft                           | deutscher Politiker (CDU der DDR), MdV                                                 | 95    |       |
| 16. Oktober | Lister Sinclair                          | kanadischer Nachrichtensprecher                                                        | 85    |       |
| 16. Oktober | Ernie Steele                             | US-amerikanischer Footballspieler                                                      | 88    |       |
| 16. Oktober | Thet Win Aung                            | birmanischer Studentenführer                                                           | 35    |       |
| 16. Oktober | Gheorghe Váczi                           | rumänischer Fußballspieler und -trainer                                                | 84    |       |
| 16. Oktober | Trebisonda Valla                         | italienische Leichtathletin                                                            | 90    |       |
| 16. Oktober | Christopher Weeks                        | US-amerikanischer Schauspieler                                                         |       |       |
| 16. Oktober | Anatoli Woronin                          | russischer Journalist                                                                  | 55    |       |
| 17. Oktober | Sandra Regina Arantes do Nascimento      | brasilianische Politikerin                                                             | 42    |       |
| 17. Oktober | Teodoro Cardenal Fernández               | spanischer Erzbischof                                                                  | 89    |       |
| 17. Oktober | Miriam Engelberg                         | US-amerikanische Graphic Novelautorin                                                  | 48    |       |
| 17. Oktober | Daniel Emilfork                          | französischer Schauspieler                                                             | 82    |       |
| 17. Oktober | Ulrich Frey                              | Schweizer Arzt                                                                         | 88    |       |
| 17. Oktober | Christopher Glenn                        | US-amerikanischer Nachrichtensprecher                                                  | 68    |       |
| 17. Oktober | Hans Knapp                               | deutscher Heimatforscher                                                               | 96    |       |
| 17. Oktober | Otto Nacke                               | deutscher Mediziner mit Schwerpunkt Medizindokumentation                               | 91    |       |
| 17. Oktober | Herbert Pachucki                         | österreichischer Wirtschaftsjurist, Genossenschaftsfunktionär                          | 82    |       |
| 17. Oktober | Mario Francesco Pompedda                 | italienischer Kurienkardinal der römisch-katholischen Kirche                           | 77    |       |
| 17. Oktober | Lieuwe Steiger                           | niederländischer Fußballspieler                                                        | 82    |       |
| 18. Oktober | Don Christensen                          | US-amerikanischer Drehbuchautor                                                        | 90    |       |
| 18. Oktober | Dan Ditella                              | US-amerikanischer Schlagzeuger                                                         |       |       |
| 18. Oktober | Gavin Hambly                             | britischer Historiker                                                                  | 72    |       |
| 18. Oktober | Marc Hodler                              | Schweizer Sportfunktionär                                                              | 87    |       |
| 18. Oktober | Achille Millo                            | italienischer Schauspieler                                                             | 84    |       |
| 18. Oktober | Snooky Pryor                             | US-amerikanischer Blues-Musiker                                                        | 85    |       |
| 18. Oktober | Anna Russell                             | englische Sängerin und Komödiantin/Parodistin                                          | 94    |       |
| 18. Oktober | Heinz Scheidhauer                        | deutscher Testpilot bei Horten                                                         | 94    |       |
| 18. Oktober | Armin Schmitt                            | deutscher katholischer Theologe und Hochschullehrer                                    | 72    |       |
| 18. Oktober | Alvin M. Weinberg                        | US-amerikanischer Physiker und Wissenschaftsorganisator                                | 91    |       |
| 19. Oktober | Jekaterina Derewschtschikowa             | sowjetische bzw. russische Schauspielerin                                              | 80    |       |
| 19. Oktober | James Glennon                            | US-amerikanischer Kameramann                                                           | 64    |       |
| 19. Oktober | Ralph Harris, Baron Harris of High Cross | britischer Wirtschaftswissenschaftler und Hochschullehrer                              | 81    |       |
| 19. Oktober | Phyllis Kirk                             | US-amerikanische Schauspielerin                                                        | 79    |       |
| 19. Oktober | Ernest Maftei                            | rumänischer Schauspieler                                                               | 86    |       |
| 19. Oktober | Hanns W. Schwacke                        | deutscher Unternehmer, Erfinder der Schwacke-Liste                                     |       |       |
| 19. Oktober | Srividya                                 | indische Schauspielerin                                                                | 53    |       |
| 19. Oktober | Kenji Sugimoto                           | japanischer Albert-Einstein-Forscher                                                   |       |       |
| 20. Oktober | Ab’Aigre                                 | Schweizer Comiczeichner                                                                | 57    |       |
| 20. Oktober | Wladimir Alexandrowitsch Filow           | russischer Chemiker und Bibliotheksdirektor                                            | 75    |       |
| 20. Oktober | Takuya Fujioka                           | japanischer Schauspieler                                                               | 76    |       |
| 20. Oktober | Irene Galitzine                          | italienische Modeschöpferin russischer Herkunft                                        |       |       |
| 20. Oktober | Thich Man Giac                           | vietnamesischer buddhistischer Patriarch                                               | 77    |       |
| 20. Oktober | Maxi Herber                              | deutsche Eiskunstläuferin                                                              | 86    |       |
| 20. Oktober | Fred Hoff                                | deutscher Fußballspieler                                                               | 63    |       |
| 20. Oktober | Hans Kloep                               | deutscher Journalist                                                                   | 82    |       |
| 20. Oktober | Beatrix Baronin von Mengersen            | Mitglied des deutschen Hochadels und Urenkelin Ottos von Bismarck                      | 85    |       |
| 20. Oktober | Eric Newby                               | englischer Schriftsteller                                                              | 86    |       |
| 20. Oktober | Franz Josef Schnitzer                    | österreichischer Mathematiker                                                          | 78    |       |
| 20. Oktober | Kalle Tuominen                           | finnischer Hindernisläufer                                                             | 98    |       |
| 20. Oktober | Frank Vicari                             | US-amerikanischer Jazzmusiker                                                          | 75    |       |
| 20. Oktober | Arnold Viiding                           | estnischer Leichtathlet                                                                | 95    |       |
| 20. Oktober | Jane Wyatt                               | US-amerikanische Schauspielerin                                                        | 96    |       |
| 21. Oktober | Malcolm Arnold                           | britischer Komponist, Oscarpreisträger                                                 | 84    |       |
| 21. Oktober | Paul Biegel                              | niederländischer Kinderbuchautor                                                       | 81    |       |
| 21. Oktober | Louise Daxer-Piëch                       | deutsche Enkeltochter des Autopioniers Ferdinand Porsche                               | 74    |       |
| 21. Oktober | Mykola Dossenko                          | sowjetischer bzw. ukrainischer Schauspieler                                            | 84    |       |
| 21. Oktober | Daryl Duke                               | kanadischer Filmregisseur                                                              | 77    |       |
| 21. Oktober | Nersi Gorgia                             | iranischer Filmschauspieler                                                            | 68    |       |
| 21. Oktober | Anna Halman                              | polnisches Mädchen, das als Opfer von schulischer Gewalt Suizid beging                 | 14    |       |
| 21. Oktober | Heinz Henschel                           | deutscher Eishockeyfunktionär                                                          | 86    |       |
| 21. Oktober | Kurt Krüger                              | deutscher Politiker (SED), Botschafter der DDR                                         | 81    |       |
| 21. Oktober | Arthur Peacocke                          | englischer Biochemiker und Theologe                                                    | 81    |       |
| 21. Oktober | Milton Selzer                            | US-amerikanischer Schauspieler                                                         | 87    |       |
| 21. Oktober | Sandy West                               | US-amerikanische Sängerin, Songwriterin und Schlagzeugerin                             | 47    |       |
| 22. Oktober | Friedrich Bauereisen junior              | deutscher Politiker (CSU), MdL                                                         | 79    |       |
| 22. Oktober | Gerald Cook                              | US-amerikanischer Jazz- und Bluesmusiker                                               |       |       |
| 22. Oktober | Choi Kyu-ha                              | südkoreanischer Premierminister und Präsident                                          | 87    |       |
| 22. Oktober | Nelson de la Rosa                        | dominikanischer Schauspieler                                                           | 38    |       |
| 22. Oktober | Fujio Masayuki                           | japanischer Politiker                                                                  | 89    |       |
| 22. Oktober | Arthur Hill                              | kanadischer Theater-, Film- und Fernsehschauspieler                                    | 84    |       |
| 22. Oktober | Hubertus Lehner                          | deutscher Maler                                                                        | 99    |       |
| 22. Oktober | Manoj Punj                               | indischer Filmregisseur                                                                | 36    |       |
| 22. Oktober | Arnold Sundgaard                         | US-amerikanischer Dramatiker und Librettist                                            | 96    |       |
| 23. Oktober | Kurt Anliker                             | Schweizer klassischer Philologe                                                        | 80    |       |
| 23. Oktober | Leonid Hambro                            | US-amerikanischer Pianist                                                              | 86    |       |
| 23. Oktober | Reinhart Heinrich                        | deutscher Biophysiker                                                                  | 60    |       |
| 23. Oktober | Bruno Lauzi                              | italienischer Sänger                                                                   | 69    |       |
| 23. Oktober | Lebo Mathosa                             | südafrikanische Sängerin                                                               |       |       |
| 23. Oktober | Mary Murray                              | US-amerikanische Politikerin                                                           | 81    |       |
| 23. Oktober | Eugène Njo-Léa                           | kamerunischer Fußballspieler und -funktionär                                           | 75    |       |
| 23. Oktober | Egon Piechaczek                          | polnischer Fußballspieler und Trainer                                                  | 74    |       |
| 23. Oktober | Heinrich Rüth                            | deutscher Geistlicher und der erste Bischof von Cruzeiro do Sul                        | 93    |       |
| 23. Oktober | Todd Skinner                             | US-amerikanischer Freikletterer                                                        | 47    |       |
| 23. Oktober | Emmanuel Soudieux                        | französischer Jazzmusiker                                                              | 87    |       |
| 24. Oktober | Petrus Diergaardt                        | namibischer evangelisch-lutherischer Theologe                                          |       |       |
| 24. Oktober | Rafael Ramírez Heredia                   | mexikanischer Schriftsteller                                                           | 67    |       |
| 24. Oktober | Ray Johnson                              | kanadischer Canadian-Football-Spieler                                                  | 72    |       |
| 24. Oktober | Jeffrey Lundgren                         | Sektenführer und selbsternannter Prophet                                               | 56    |       |
| 24. Oktober | Marie Christine von Opel                 | Schweizer Opel-Erbin, Urenkelin von Adam Opel                                          |       |       |
| 24. Oktober | Balázs Magyar                            | ungarisch-schweizerischer Chemiker                                                     | 72    |       |
| 24. Oktober | Enolia McMillan                          | US-amerikanische Bürgerrechtsaktivistin                                                | 102   |       |
| 24. Oktober | William Montgomery Watt                  | britischer Islamwissenschaftler                                                        | 97    |       |
| 25. Oktober | Paul Ableman                             | britischer Schriftsteller                                                              | 79    |       |
| 25. Oktober | Ian Black                                | schottischer Snookerspieler                                                            | 51    |       |
| 25. Oktober | René Chesneau                            | französischer Ringer                                                                   | 87    |       |
| 25. Oktober | Gerrard Haworth                          | US-amerikanischer Unternehmer                                                          | 95    |       |
| 25. Oktober | Kintaro Ohki (Kim Il)                    | südkoreanischer Wrestler                                                               | 77    |       |
| 25. Oktober | Hans Mayr                                | österreichischer Politiker (SPÖ)                                                       | 78    |       |
| 25. Oktober | Danny Rolling                            | US-amerikanischer Serienmörder                                                         | 52    |       |
| 25. Oktober | Robert Rosenberg                         | US-amerikanischer und israelischer Krimiautor und Journalist                           |       |       |
| 25. Oktober | Ingeborg Seitz                           | deutsche Politikerin (CDU), MdL                                                        | 82    |       |
| 25. Oktober | Heinz Siekmann                           | deutscher Politiker (CDU), MdL                                                         | 79    |       |
| 25. Oktober | Reinhard Steinlein                       | deutscher evangelischer Theologe                                                       | 86    |       |
| 25. Oktober | Emilio Vedova                            | italienischer Maler des Informel                                                       | 87    |       |
| 26. Oktober | Gary Coull                               | chinesischer Banker                                                                    | 52    |       |
| 26. Oktober | Rogério Duprat                           | brasilianischer Komponist                                                              | 74    |       |
| 26. Oktober | Hanna Fahlbusch-Wald                     | österreichische Mezzosopranistin                                                       | 58    |       |
| 26. Oktober | Bryten Goss                              | US-amerikanischer Maler                                                                | 30    |       |
| 26. Oktober | Michel Habib-Deloncle                    | französischer Politiker, MdEP                                                          | 84    |       |
| 26. Oktober | Ralph R. Harding                         | US-amerikanischer Politiker                                                            | 77    |       |
| 26. Oktober | Pontus Hultén                            | schwedischer Kunsthistoriker, Universitätsprofessor und Kunstsammler                   | 82    |       |
| 26. Oktober | Marcelo Koc                              | argentinischer Komponist                                                               | 88    |       |
| 26. Oktober | Charlie Leigh                            | US-amerikanischer Footballspieler                                                      | 60    |       |
| 26. Oktober | Kojima Nobuo                             | japanischer Schriftsteller                                                             | 91    |       |
| 26. Oktober | Armindo Avelino de Santana               | brasilianischer Fußballspieler                                                         | 67    |       |
| 26. Oktober | Segundo Villadóniga                      | uruguayischer Fußballspieler                                                           | 90    |       |
| 27. Oktober | Helmut Geiger                            | deutscher Fußballspieler                                                               | 72    |       |
| 27. Oktober | Albrecht Graf von Goertz                 | deutscher Designer                                                                     | 92    |       |
| 27. Oktober | József Gregor                            | ungarischer Opernsänger                                                                | 66    |       |
| 27. Oktober | Ghulam Ishaq Khan                        | pakistanischer Politiker und Präsident                                                 | 91    |       |
| 27. Oktober | Valentin Ladenbauer                      | österreichischer Sportschütze                                                          | 63    |       |
| 27. Oktober | Reko Lundán                              | finnischer Schriftsteller, Dramatiker und Theaterregisseur                             | 37    |       |
| 27. Oktober | Marlin McKeever                          | US-amerikanischer Footballspieler                                                      | 66    |       |
| 27. Oktober | Joe Niekro                               | US-amerikanischer Baseballspieler                                                      | 61    |       |
| 27. Oktober | Muhammad Qasim                           | pakistanischer Feldhockeyspieler                                                       | 32    |       |
| 27. Oktober | Bradley Roland Will                      | US-amerikanischer Journalist, Anarchist und Indymedia-Aktivist                         |       |       |
| 27. Oktober | Heiner Zametzer                          | deutscher Kulturhistoriker und Kulturwissenschaftler                                   | 69    |       |
| 28. Oktober | Red Auerbach                             | US-amerikanischer Basketballtrainer                                                    | 89    |       |
| 28. Oktober | Tina Aumont                              | französische Schauspielerin                                                            | 60    |       |
| 28. Oktober | György Bence                             | ungarischer Philosoph                                                                  | 65    |       |
| 28. Oktober | Trevor Berbick                           | jamaikanischer Boxer                                                                   | 52    |       |
| 28. Oktober | Max van Beurden                          | niederländischer Fußballspieler                                                        | 75    |       |
| 28. Oktober | Henry Fok                                | chinesischer Unternehmer                                                               | 83    |       |
| 28. Oktober | Wolfgang Taubmann                        | deutscher Geograph                                                                     |       |       |
| 28. Oktober | Marijohn Wilkin                          | US-amerikanische Songautorin                                                           | 86    |       |
| 29. Oktober | Peter Gingold                            | deutscher Widerstandskämpfer                                                           | 90    |       |
| 29. Oktober | Helmut Hanschmann                        | deutscher Tischtennisspieler                                                           | 71    |       |
| 29. Oktober | Runer Jonsson                            | schwedischer Journalist und Schriftsteller                                             | 90    |       |
| 29. Oktober | Jürgen Klein                             | deutscher Fußballspieler                                                               | 56    |       |
| 29. Oktober | Nigel Kneale                             | britischer Schriftsteller, Drehbuchautor und Gatte von Judith Kerr                     | 84    |       |
| 29. Oktober | Joe Lutcher                              | US-amerikanischer Rhythm-and-Blues- und Gospel-Musiker                                 | 86    |       |
| 29. Oktober | Mohammadu Maccido                        | nigerianischer Sultan von Sokoto                                                       | 80    |       |
| 29. Oktober | Giovanni Montani                         | italienischer Fußballspieler                                                           | 18    |       |
| 29. Oktober | Gernot Schley                            | deutscher Regisseur und Autor                                                          | 69    |       |
| 29. Oktober | Karl Heinz Schröder                      | deutscher Geograph, Professor für Geographie                                           | 92    |       |
| 29. Oktober | Moussa Seugui                            | tschadischer General und Generalstabschef                                              |       |       |
| 29. Oktober | Friedel Stern                            | israelische Karikaturistin                                                             |       |       |
| 29. Oktober | Léon Walker                              | Schweizer Fußballnationaltrainer                                                       | 69    |       |
| 29. Oktober | Josef Georg Ziegler                      | deutscher Moraltheologe                                                                | 88    |       |
| 30. Oktober | Iosif Bükössy                            | rumänischer Fußballspieler und -trainer                                                | 70    |       |
| 30. Oktober | Andreas Flach                            | deutscher Kinderchirurg                                                                | 85    |       |
| 30. Oktober | Clifford Geertz                          | US-amerikanischer Anthropologe                                                         | 80    |       |
| 30. Oktober | Franz Gruß                               | deutscher Maler und Bildhauer                                                          | 75    |       |
| 30. Oktober | Jens Christian Hauge                     | norwegischer Politiker                                                                 | 91    |       |
| 30. Oktober | Kinoshita Junji                          | japanischer Schriftsteller                                                             | 92    |       |
| 30. Oktober | Fanta Keita                              | senegalesische Judoka                                                                  | 22    |       |
| 30. Oktober | Hermann Nottberg                         | niedersächsischer Politiker (CDU), MdL Niedersachsen                                   | 95    |       |
| 30. Oktober | Igor Maratowitsch Ponomarjow             | russischer Diplomat                                                                    | 41    |       |
| 30. Oktober | Ian Rilen                                | australischer Bassist                                                                  | 58    |       |
| 30. Oktober | Aud Schønemann                           | norwegische Schauspielerin                                                             | 83    |       |
| 30. Oktober | Uwe Schwab                               | deutscher Sportfunktionär                                                              | 64    |       |
| 30. Oktober | Rudolf Stählin                           | deutscher lutherischer Theologe                                                        | 95    |       |
| 31. Oktober | Pieter Willem Botha                      | südafrikanischer Politiker, Premierminister und Staatspräsident der Republik Südafrika | 90    |       |
| 31. Oktober | Fritz Denks                              | deutscher Politiker (SPD), MdL                                                         | 95    |       |
| 31. Oktober | William Franklyn                         | britischer Schauspieler                                                                | 80    |       |
| 31. Oktober | Baymirza Hayit                           | usbekischer Historiker und Orientwissenschaftler                                       | 88    |       |
| 31. Oktober | Franz Hetzenauer                         | österreichischer Politiker (ÖVP)                                                       | 95    |       |
| 31. Oktober | John Wyre                                | kanadischer Perkussionist, Komponist und Musikpädagoge                                 | 65    |       |
| Oktober     | Antonia Reininghaus                      | österreichische Schauspielerin                                                         |       |       |